# Fosseux
Fosseux ist eine französische Gemeinde mit 126 Einwohnern (Stand 1. Januar 2022) im Département Pas-de-Calais in der Region Hauts-de-France. Sie gehört zum Arrondissement Arras und zum Kanton Avesnes-le-Comte.

## Lage
Die Gemeinde Fosseux liegt im Südosten des Artois, 16 Kilometer westsüdwestlich von Arras. Nachbargemeinden von Fosseux sind Hauteville im Norden, Wanquetin im Nordosten, Gouy-en-Artois im Osten, Bavincourt im Süden, Barly im Westen sowie Avesnes-le-Comte im Nordwesten.

## Bevölkerungsentwicklung
| Jahr                       | 1962 | 1968 | 1975 | 1982 | 1990 | 1999 | 2006 | 2014 | 2022 |
| Einwohner                  | 155  | 43   | 136  | 134  | 146  | 143  | 133  | 143  | 126  |
| Quellen: Cassini und INSEE |      |      |      |      |      |      |      |      |      |

## Sehenswürdigkeiten

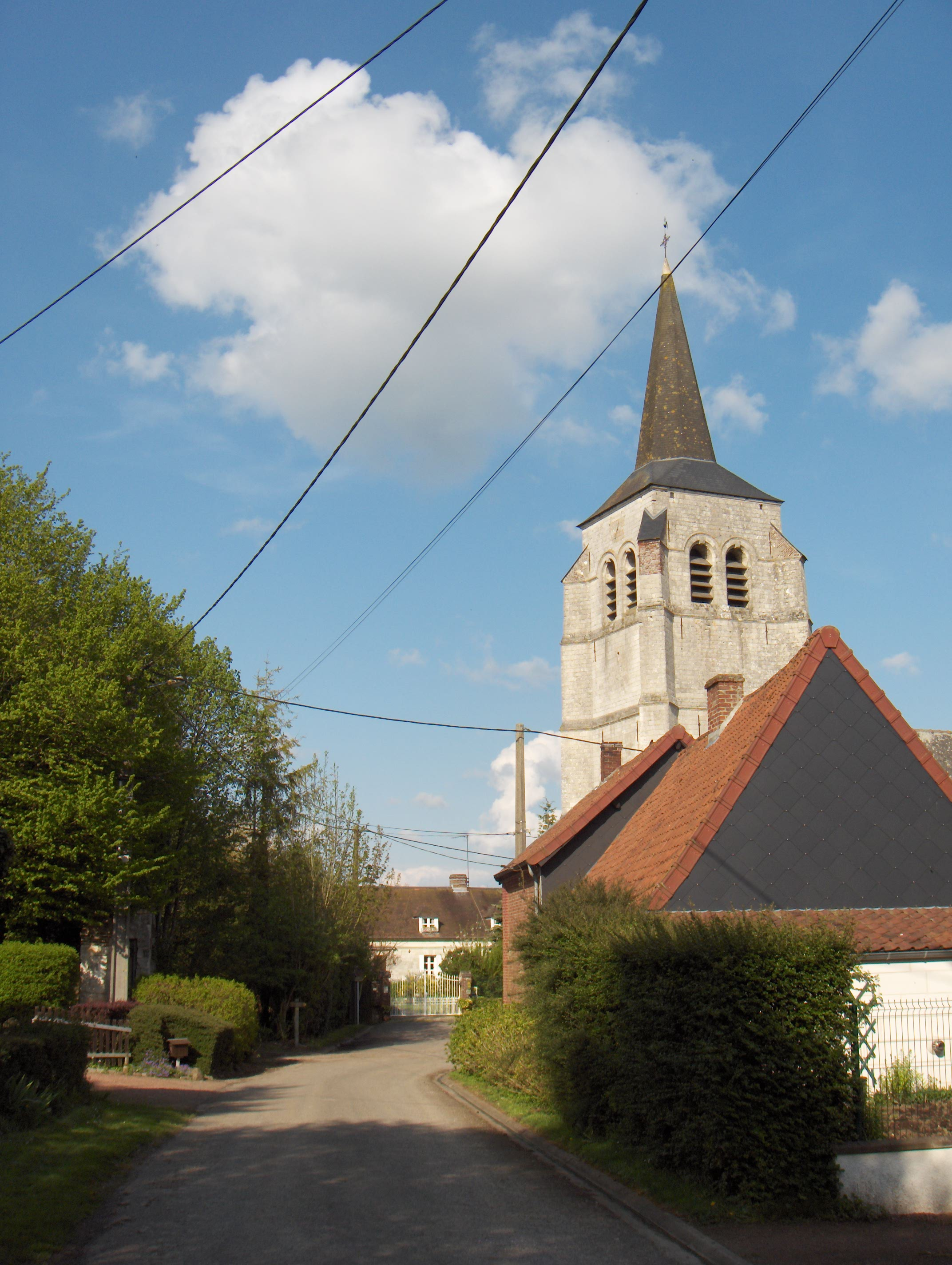
Kirche Saint-Nicolas
- Schloss Fosseux
- Wasserturm

- Kirche Saint-Nicolas